# Canaguá (Mérida)
Canaguá (proveniente de "Canal de Agua") es una localidad venezolana, capital del Municipio Arzobispo Chacón en el Estado Mérida. La misma forma parte de la subregión de los Pueblos del Sur. Se encuentra a 1.461 m s. n. m., dentro de los relieves de la Cordillera Andina del estado.

## Geografía
Su geografía se caracteriza por las estribaciones, paisajes y altas montañas, típicas del Estado Mérida. En su ubicación se conectan diferentes vías que recorren varios pueblos del estado. Posee 3 grandes ríos.

## Historia
Canaguá, antes territorio de asentamiento indígena, fue oficialmente fundada en el año 1872. El 27 de junio de ese mismo año, el entonces presidente del estado, doctor Lope María Tejera, le otorgó la designación de parroquia civil, formalizando así su existencia administrativa. 
Sus primeros pobladores fueron principalmente inmigrantes europeos que se establecieron en la zona en busca de oportunidades. Esta ascendencia se refleja aún hoy en la población local, siendo común observar rasgos físicos como ojos claros, evidencia del legado europeo en la comunidad.
Un hecho trascendental en su desarrollo fue la conclusión, el 14 de marzo de 1954, de la carretera que conecta Santa Cruz de Mora (por la aldea San Isidro Alto) con Canaguá. Esta obra representó un acontecimiento histórico para la localidad y fue promovida principalmente por el padre José Eustorgio Rivas y don Eugenio Mora Molina. Como símbolo de esta gesta, existe a unos 12 km de Canaguá, en la vía hacia El Molino, un monumento con el motor de uno de los primeros jeeps que llegaron al pueblo.
Posteriormente, en 1955, se inició la construcción de la carretera que une Canaguá con Guaraque a través de la vía de Capurí, ampliando las vías de comunicación y consolidando su conexión con otras zonas del estado.

## Yacimientos arqueológicos
Durante los últimos años han descubierto yacimientos de fósiles, que aparentemente provienen de Mammutidae. También ha sido señalado que existan más fósiles del mismo periodo en los alrededores de la excavación. Siendo la primera vez en los Andes que se registra un hallazgo sobre este tipo de fauna, probablemente más común en zonas de bajo relieve.

## Clima
| Parámetros climáticos promedio de Mérida (Aeropuerto; 1479 m s. n. m.) | Parámetros climáticos promedio de Mérida (Aeropuerto; 1479 m s. n. m.) | Parámetros climáticos promedio de Mérida (Aeropuerto; 1479 m s. n. m.) | Parámetros climáticos promedio de Mérida (Aeropuerto; 1479 m s. n. m.) | Parámetros climáticos promedio de Mérida (Aeropuerto; 1479 m s. n. m.) | Parámetros climáticos promedio de Mérida (Aeropuerto; 1479 m s. n. m.) | Parámetros climáticos promedio de Mérida (Aeropuerto; 1479 m s. n. m.) | Parámetros climáticos promedio de Mérida (Aeropuerto; 1479 m s. n. m.) | Parámetros climáticos promedio de Mérida (Aeropuerto; 1479 m s. n. m.) | Parámetros climáticos promedio de Mérida (Aeropuerto; 1479 m s. n. m.) | Parámetros climáticos promedio de Mérida (Aeropuerto; 1479 m s. n. m.) | Parámetros climáticos promedio de Mérida (Aeropuerto; 1479 m s. n. m.) | Parámetros climáticos promedio de Mérida (Aeropuerto; 1479 m s. n. m.) | Parámetros climáticos promedio de Mérida (Aeropuerto; 1479 m s. n. m.) |
| Mes                                                                    | Ene.                                                                   | Feb.                                                                   | Mar.                                                                   | Abr.                                                                   | May.                                                                   | Jun.                                                                   | Jul.                                                                   | Ago.                                                                   | Sep.                                                                   | Oct.                                                                   | Nov.                                                                   | Dic.                                                                   | Anual                                                                  |
| ---------------------------------------------------------------------- | ---------------------------------------------------------------------- | ---------------------------------------------------------------------- | ---------------------------------------------------------------------- | ---------------------------------------------------------------------- | ---------------------------------------------------------------------- | ---------------------------------------------------------------------- | ---------------------------------------------------------------------- | ---------------------------------------------------------------------- | ---------------------------------------------------------------------- | ---------------------------------------------------------------------- | ---------------------------------------------------------------------- | ---------------------------------------------------------------------- | ---------------------------------------------------------------------- |
| Temp. máx. abs. (°C)                                                   | 28                                                                     | 29.4                                                                   | 28.6                                                                   | 28                                                                     | 27                                                                     | 27                                                                     | 25.8                                                                   | 26.2                                                                   | 26.8                                                                   | 26.2                                                                   | 26.4                                                                   | 27                                                                     | 29.4                                                                   |
| Temp. máx. media (°C)                                                  | 24.7                                                                   | 24.5                                                                   | 24.7                                                                   | 23.1                                                                   | 23.3                                                                   | 23.4                                                                   | 22.5                                                                   | 22.5                                                                   | 23.5                                                                   | 23.6                                                                   | 23.6                                                                   | 24.3                                                                   | 23.6                                                                   |
| Temp. media (°C)                                                       | 18.4                                                                   | 17.8                                                                   | 19.2                                                                   | 18.2                                                                   | 18                                                                     | 17.6                                                                   | 18.3                                                                   | 18                                                                     | 18.3                                                                   | 18                                                                     | 18.3                                                                   | 17.6                                                                   | 18.1                                                                   |
| Temp. mín. media (°C)                                                  | 11.9                                                                   | 10                                                                     | 12                                                                     | 12.2                                                                   | 12.1                                                                   | 11.6                                                                   | 12.8                                                                   | 12.8                                                                   | 12.4                                                                   | 12.4                                                                   | 11.5                                                                   | 11                                                                     | 11.9                                                                   |
| Temp. mín. abs. (°C)                                                   | 5.4                                                                    | 8.8                                                                    | 9                                                                      | 8                                                                      | 8.8                                                                    | 7.4                                                                    | 1.6                                                                    | 8.6                                                                    | 9.4                                                                    | 8                                                                      | 9.6                                                                    | 8                                                                      | 1.6                                                                    |
| Lluvias (mm)                                                           | 14.9                                                                   | 25.4                                                                   | 15.8                                                                   | 67                                                                     | 167.1                                                                  | 181.6                                                                  | 241.3                                                                  | 315.4                                                                  | 111.3                                                                  | 113.8                                                                  | 20                                                                     | 9.8                                                                    | 1283.4                                                                 |
| Fuente: inameh.com                                                     |                                                                        |                                                                        |                                                                        |                                                                        |                                                                        |                                                                        |                                                                        |                                                                        |                                                                        |                                                                        |                                                                        |                                                                        |                                                                        |